# Лаку-Сіная
Лаку-Сіная (рум. Lacu Sinaia) — село у повіті Бузеу в Румунії. Входить до складу комуни Амару.
Село розташоване на відстані 65 км на північний схід від Бухареста, 32 км на південний захід від Бузеу, 128 км на південний захід від Галаца, 110 км на південний схід від Брашова.

## Населення
За даними перепису населення 2002 року у селі проживали 306 осіб, усі — румуни. Усі жителі села рідною мовою назвали румунську.